# Monte Lozère
Il Monte Lozère  (1.699 m s.l.m.) è una delle vette più alte delle Cevenne, nel Massiccio Centrale francese. Si trova nell'omonimo dipartimento. Il suo territorio è all'interno del Parco nazionale delle Cevenne.